# New World String Quartet
Le New World String Quartet est un quatuor à cordes américain actif entre 1977 et le début des années 1990.

## Historique
Le New World String Quartet est fondé en 1977.
En 1979, le quatuor remporte le Naumburg Chamber Music Award de la Fondation Walter-W.-Naumburg (en).
En 1984, l'ensemble devient quatuor en résidence à l'Université Harvard.
En 1989-1990, la formation effectue sa première tournée européenne.
Le New World String Quartet est dissous au début des années 1990.

## Membres
Les membres de l'ensemble étaient, :
- premier violon : Yosef Yankelev, Curtis Macomber (1982-1993), Rebecca Phillips ;
- second violon : William Patterson, Vahn Armstrong, Olivia Trinko ;
- alto : Yuri Vasilaki, Robert Dan, Benjamin Simon, Aleksa Kuzma ;
- violoncelle : Ross Harbaugh, Macrina Karbo.